# Mbati
Le mbati, également connu sous le nom de songo, issongo ou lissongo,, est la principale[réf. nécessaire] langue bantoue parlée en République centrafricaine, le long du fleuve Oubangui, à l'extrême sud du pays. Le mbati, référencé C13, fait partie du sous-groupe C10 « Ngundi » des langues bantoues.
Environ 15 000 locuteurs sont recensés en 1971.

## Source
- (en) Cet article est partiellement ou en totalité issu de l’article de Wikipédia en anglais intitulé « Mbati language » (voir la liste des auteurs).